# Воронино (Татарстан)
Воронино (тат. Воронино) — деревня в Зеленодольском районе Республики Татарстан России. Входит в состав Осиновского сельского поселения.

## География
Деревня находится в западной части Татарстана, в зоне хвойно-широколиственных лесов, на северном берегу озера Светлого, на расстоянии примерно 21 километра (по прямой) к востоку от города Зеленодольска, административного центра района. Абсолютная высота — 98 метров над уровнем моря.

### Климат
Климат характеризуются как умеренно континентальный, с умеренно холодной продолжительной зимой и тёплым летом. Среднегодовая температура воздуха составляет 4,1 °С. Средняя температура воздуха самого холодного месяца (января) — −10,8 °C (абсолютный минимум — −47 °C); самого тёплого месяца (июля) — 19,6 °C (абсолютный максимум — 38 °C). Безморозный период длится 142 дня. Среднегодовое количество атмосферных осадков составляет 477 мм, из которых около 330 мм выпадает в период с апреля по октябрь. Снежный покров держится в течение 150 дней.

### Часовой пояс
Деревня Воронино, как и весь Татарстан, находится в часовой зоне МСК (московское время). Смещение применяемого времени относительно UTC составляет +3:00.

## Население
| 2013 | 2016 | 2024 |
| ---- | ---- | ---- |
| 170  | ↗202 | ↗260 |

Население деревни Воронино в 2016 году составляло 202 человека. Было учтено 99 дворов.
Национальный состав
Согласно результатам переписи 2002 года, в национальной структуре населения татары составляли 38 %, русские — 34 %, чуваши — 28 %.